# Assedio di Carlisle (dicembre 1745)
Il secondo assedio di Carlisle si svolse tra il 21 e il 30 dicembre 1745 durante la seconda insurrezione giacobita dove la guarnigione si arrese alle forze governative del Duca di Cumberland. 

## Antefatto
La città fu catturata dai giacobiti che invasero l'Inghilterra nel novembre 1745 dopodiché lasciarono 100 uomini di guardia sotto il comando del colonnello John Hamilton mentre gli scozzesi proseguivano il loro viaggio verso sud. Dopo essere tornati indietro in seguito alla sconfitta di Clifton Moor, i giacobiti raggiunsero Derby e rientrarono a Carlisle il 19 dicembre per poi riprendere la ritirata verso la Scozia e lasciando a protezione della fortezza 400 soldati. Generalmente è ritenuto che il principe Carlo lo abbia fatto per dimostrare la sua determinazione nel tornare in patria, ma questa sua scelta è stata condannata quasi all'unanimità, sia dall'epoca che dagli storici di quel periodo. Addirittura un ufficiale giacobita di nome James Johnstone raccontò in seguito di aver rifiutato l'ordine di rimanere nella guarnigione poiché "non sarebbe mai stato una vittima per scelta." 

## L'assedio
Il castello era comandato da Hamilton mentre la città era controllata dal colonnello Francis Towneley del reggimento giacobita di Manchester, l'unica unità significativa reclutata dall'Inghilterra. Quest'ultimo tenne un incarico nell'esercito francese dal 1728 al 1736 e rinnovata ancora nel 1744, e l'ufficiale di cavalleria Sir John MacDonald lo considerava "il più grande per intelligenza e prudenza" tra quelli dello staff di Carlo. Questa opinione però non è universalmente condivisa secondo cui aveva la reputazione di essere irascibile e uno dei suoi subordinati James Bradshaw si trasferì in un'altra unità, piuttosto che continuare a servire sotto di lui. 
I registri del governo mostrano che dei 396 prigionieri catturati quando la guarnigione si arrese, 114 erano membri inglesi del reggimento di Manchester, 274 erano scozzesi, per lo più provenienti dalle Lowland nei reggimenti di Glenbuckets e di Lord Ogilvie infine 8 erano francesi. Il duca di Newcastle in seguito disse che la guarnigione fosse composta dalle "peggiori delle loro truppe", molte delle reclute di Manchester erano disarmate, mentre un successivo inventario ha mostrato che la maggior parte dei 46 pezzi di artiglieria disponibile erano inutilizzati, poiché i difensori avevano molta polvere da sparo ma pochissime munizioni. 
Il 21 dicembre, elementi avanzati dell'esercito di Cumberland arrivarono fuori città, dopo alcuni giorni, il loro numero aumentò a oltre 5000 incluso un contingente di Newcastle sotto il comando di George Wade. Nei loro tentativi di raggiungere i giacobiti in ritirata, i cannoni pesanti erano stati lasciati a Lichfield e Cumberland era stato costretto ad attendere l'arrivo di altra artiglieria, nel frattempo, le sue truppe bloccarono la città e iniziarono a costruire postazioni di artiglieria. 
Prendere il forte seppur fatiscente non fu facile come fu riconosciuto da Cumberland ed anche il duca di Richmond, nipote di Carlo II e uno degli ufficiali di Cumberland, scrisse a Newcastle il 24 dicembre prevedendo che la cattura di Carlisle avrebbe richiesto tempo. Towneley rinforzò le difese e i suoi uomini spararono "su ogni figura si fosse mostrata;" anche se questo fece pochi danni, dimostrò però che un assalto avrebbe incontrato una determinata resistenza. 
La prima batteria di cannoni d'assedio arrivò il 25 dicembre, altri arrivarono il 27 da Whitehaven, insieme a 70-80 cannonieri navali al comando di William Belford, un esperto specialista di artiglieria che servì sotto Cumberland nella Fiandre. Il 28 iniziarono a sparare sul castello, e a parte una breve pausa causata dalla carenza di munizioni, continuarono fino alla mattina del 30 dicembre, quando Hamilton si offrì di arrendersi. 
Nello scontro tra eserciti regolari, la guarnigioni si sarebbe arresa a determinate condizioni, il che significava essere trattati come minimo come prigionieri di guerra, invece essendo ribelli, Cumberland concesse loro soltanto di aver salva la vita per il momento e sarebbe stata soggetta al "piacere del Re", cioè non sarebbero stati giustiziati sommariamente ma avrebbero ricevuto un processo. Towneley inizialmente si oppose all'idea di resa perché sentiva che avrebbero potuto avere condizioni migliori; ma sopraffatto la guarnigione capitolò il 30 dicembre. 

## Conseguenze
Dopo l'occupazione di Carlisle, il pericolo di una possibile invasione francese, spinse Cumberland a tornare a Londra mentre il comandante Henry Hawley fu mandato ad Edimburgo. 
Due ufficiali irlandesi, i Capitani Brown e Maxwell fuggirono oltre le mura e si diressero in Scozia. Il principe Carlo si rifiutò di credere al rapporto di guerra ma la perdita di 400 uomini mise ulteriormente a dura prova il già scarso rapporto tra lui e i suoi ufficiali scozzesi. 
La maggior parte della guarnigione di Carlisle fu inizialmente tenuta in una prigione sotterranea del castello senza cibo né acqua per diversi giorni; a gennaio quasi 200 furono trasferiti al castello di York dove si unirono a loro altri 80 prigionieri catturati a Clifton Moor. 27 membri del reggimento di Manchester furono giustiziati, inclusi nove ufficiali che furono impiccati, sventrati e squartati a Londra il 30 luglio 1746, tra loro era incluso Towneley che cercò di sottrarsi all'esecuzione affermo di essere un ufficiale francese ma questa giustificazione fu respinta dalla corte. Hamilton insieme ad un certo numero di altri ufficiali tra cui James Bradshaw e Sir John Wedderburn fu giustiziato il 28 novembre. 
In tutto 3471 prigionieri giacobiti furono incriminati per tradimento; oltre a quelli del reggimento di Manchester, 93 furono uccisi, tra cui 40 disertori dell'esercito britannico catturati. 33 di queste esecuzioni furono eseguite tra ottobre e novembre 1746 a Harraby Hill fuori Carlisle, la maggior parte dei quali si pensa fossero membri della guarnigione. Dei restanti, 650 morirono in attesa di giudizio, 900 furono graziati e gli altri trasferiti fuori dal paese; con l'Act of Indemnity del 1747 i prigionieri rimasti furono perdonati compresa Flora MacDonald.
Uno di quelli catturati a Carlisle fu Richard Riding, un tessitore disoccupato di 24 anni che si unì al reggimento di Manchester nel novembre 1745; nel maggio 1747 fu uno dei 150 giacobiti trasportati nelle Indie occidentali. Durante il viaggio, la nave su cui alloggiava fu presa da un corsaro francese ed i prigionieri furono rilasciati nella colonia francese della Martinica; alcuni alla fine riuscirono a tornare a casa, altri andarono in Nord America ma la maggior parte scomparve dagli archivi storici incluso Riding. 